# IAR 79
Lo IAR 79 era un bombardiere bimotore ad ala bassa prodotto dall'azienda italiana Savoia-Marchetti e, su licenza, dall'azienda rumena Industria Aeronautică Română (IAR) negli anni trenta.
Sviluppo dell'italiano Savoia-Marchetti S.M.79 venne utilizzato dalla Forțele Aeriene Regale ale României (FARR), l'aeronautica militare dell'allora Regno di Romania, durante le ultime fasi della Seconda guerra mondiale.

## Storia del progetto
Nel 1937, l'aeronautica militare rumena ordinò 24 esemplari di S.M.79B equipaggiati con una coppia di motori radiali Gnome-Rhône 14K Mistral Major da 1 000 CV (735,5 kW). Gli esemplari cominciarono ad essere consegnati in Italia dal marzo 1939 e la produzione su licenza in Romania venne iniziata nel 1940 presso gli stabilimenti IAR di Brașov e dalla Întreprinderea de construcții aeronautice românești (ICAR) nei propri stabilimenti di Bucarest. Tuttavia in questa configurazione si dimostrarono sottopotenziati. Così, la Romania ordinò nel febbraio 1940 direttamente in Italia, otto esemplari dotati di motori a V Junkers Jumo 211Da da 1 200 PS ciascuno. Questi modelli, designati JIS 79 (J per Jumo, I per Italia e S per Savoia), furono consegnati nel 1941-2.
Ulteriori 72 SM.79 furono costruiti su licenza dalla IAR e designati JRS 79B (J per Jumo, R per Romania, S per Savoia). Un successivo sviluppo fu lo JRS 79B1, armato con un cannoncino Ikaria da 20 mm, caratterizzato da un abitacolo ampliato per ospitare un quinto membro dell'equipaggio e progettato per attacchi a bassa quota contro obiettivi a terra.

## Tecnica
Lo IAR 79 era un velivolo realizzato in tecnica mista e di impostazione classica, bimotore monoplano ad ala bassa con carrello d'atterraggio retrattile.
La fusoliera era strutturata in un traliccio di tubi d'acciaio, nella parte anteriore rivestiti in lamiera in lega leggera, nella sezione dorsale rivestiti in lamiera e compensato, mentre ai fianchi erano rivestiti in tela. Posteriormente terminava in un impennaggio classico monoderiva con piani orizzontali controventati.
L'ala, montata bassa sulla fusoliera, era composta da due semiali, dotate di dispositivi di ipersostenzione sia sul bordo d'attacco che su quello d'uscita, di profilo biconvesso con struttura a tre longheroni interamente realizzata in legno, così come gli alettoni, con centinatura in listelli di pioppo rivestiti in compensato telato.
Il carrello d'atterraggio, dotato di ammortizzatori oleopneumatici, era del tipo biciclo retrattile nelle gondole dietro ai motori e ruotino d'appoggio fisso posizionato sotto la coda.
La propulsione era affidata ad una coppia di motori Junkers Jumo 211Da, un 12 cilindri a V rovesciata raffreddato a liquido in grado di erogare una potenza pari a 1 200 PS (883 kW) ciascuno, posizionati in gondole sul bordo d'attacco alare ed abbinati ad eliche tripala.

## Impiego operativo
Al giugno 1941 gli esemplari costituivano quattro squadroni di bombardamento della Forțele Aeriene Regale ale României, impiegati con scarsi risultati nell'ambito dell'Operazione Barbarossa a fianco degli alleati delle Potenze dell'Asse, inizialmente nei teatri bellici della Bessarabia e nei pressi di Odessa, successivamente nell'offensiva a Stalingrado. Nei primi anni del conflitto subirono numerose perdite venendo velocemente declassati a ruoli di seconda linea come aereo da trasporto tattico e come aereo da addestramento. Tuttavia gli esemplari sopravvissuti dovettero essere reimpiegati nella loro originale funzione contro l'avanzata dell'Armata Rossa nell'aprile 1944, inizialmente in azioni di bombardamento diurne poi, data la scarsa capacità offensiva in quell'ambito, come bombardieri notturni.
In seguito alla resa della Romania del 23 agosto 1944, i reparti dell'aeronautica militare cambiarono il proprio ruolo nel conflitto affiancando gli alleati in azioni di bombardamento contro le truppe della Wehrmacht in ritirata nel territorio slovacco.
Al termine del conflitto risultavano in condizioni operative un numero esiguo di esemplari rimasti in servizio anche dopo l'istituzione, nel 1948, della Forțele Aeriene ale Republicii Populare Română, la nuova realtà militare della neofondata Repubblica popolare di Romania, fino ai primi anni cinquanta. Uno di questi atterrò in Italia nel 1948 ai comandi di un equipaggio che, in opposizione al nuovo regime, chiese asilo politico.

## Versioni
IAR 79
designazione rumena del Savoia-Marchetti S.M.79B.
IAR 79B
designazione rumena del Savoia-Marchetti S.M.79JR, incluso gli esemplari prodotti su licenza dalla IAR.

## Utilizzatori
Romania
- Forțele Aeriene Regale ale României

 Romania
- Forțele Aeriene ale Republicii Populare Română